# Ondskans hus (film, 1999)
Ondskans hus är en amerikansk skräckfilm från 1999.

## Handling
Nöjesparksmijardären Steven Price (Geoffrey Rush) anordnar en skruvad födelsedagsfest med skräcktema för sin bortskämda fru Evelyn Price (Famke Janssen) på det övergiva mentalsjukhuset Vannacutt Psychiatric Institute for the Criminally Insane, där Dr. Vannacutt utförde experiment på labila och psykiskt sjuka personer. Sjukhuset har varit övergivet i många år efter att ett upplopp med dödlig utgång hade skett rum innanför sjukhusets stänga automatdörrar.
När gästerna kommer till sjukhuset blir både Steven och Evelyn överraskade - det är inte gästerna som de bjöd dit. Steven tror att det är ett skämt Evelyn gör för att jävlas med honom, Evelyn tror samma om Steven. Gästerna är fundersamma över varför de blev bjudna, det känner varken varandra eller värdarna för kvällen.
Steven fortsätter med sin skräckfest och säger att den som överlever natten vinner fyra miljoner dollar. Hans plan är att driva gästerna till vanvett med sina praktiska skämt, och försöka få dem att skrämmas iväg. Vad han inte vet är att det finns spöken kvar i huset - bland annat Dr. Vannacutt i egen hög person - och han tänker inte låta någon lämna sjukhuset levande.

## Om filmen
Ondskans hus regisserades av William Malone och är producerad av bland andra Robert Zemeckis, Gilbert Adler och Joel Silver. Filmen är nyinspelning av Skriet vid midnatt (1959) och den nya versionen har inspirerats av andra rysare, bland annat klassikern Don't look in the basement (1973).
Filmen jämförs och förväxlas ofta med The Haunting (1999), som är en nyinspelning av Det spökar på Hill House (1963).

## Rollista (urval)
| Geoffrey Rush    | – Steven Price                   |
| Famke Janssen    | – Evelyn Stockard-Price          |
| Taye Diggs       | – Eddie Baker                    |
| Peter Gallagher  | – Donald W. Blackburn            |
| Chris Kattan     | – Watson Pritchett               |
| Ali Larter       | – Sara Wolfe                     |
| Bridgette Wilson | – Melissa Margaret Marr          |
| Jeffrey Combs    | – Dr. Richard Benjamin Vannacutt |